# U Granic
U Granic – osada w Polsce położona w województwie małopolskim, w powiecie olkuskim, w gminie Olkusz, przy drodze krajowej 94.
W latach 1975–1998 miejscowość administracyjnie należała do województwa katowickiego.